# Omitama
Omitama (japanska: 小美玉市?, Omitama-shi) är en stad i Ibaraki prefektur i Japan. Staden fick stadsrättigheter 2006.